# 발렌티노 로시

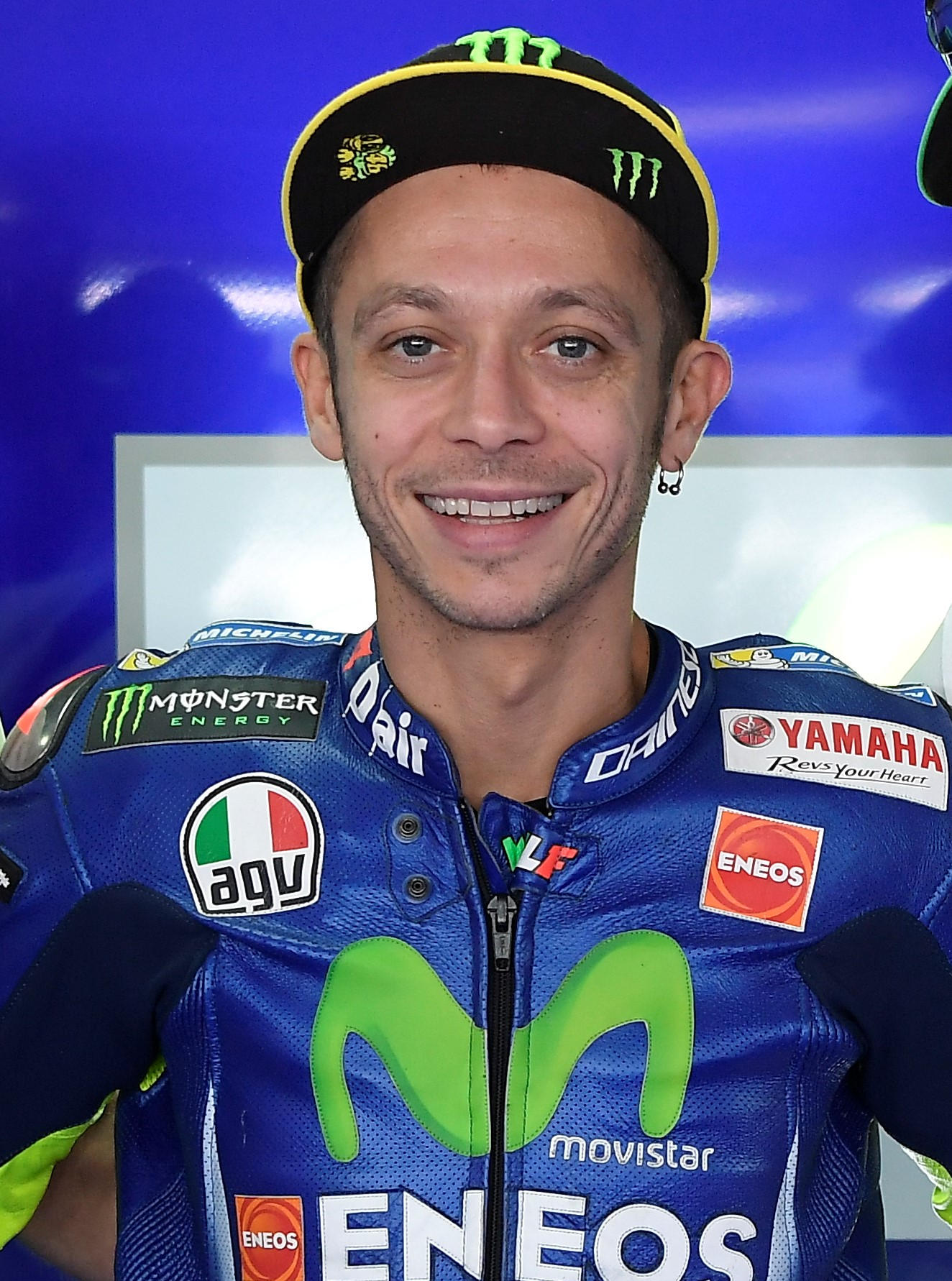
2021년 아라공 그랑프리에서의 로시

발렌티노 로시(이탈리아어: Valentino Rossi, 1979년 2월 16일 ~ )는 이탈리아의 프로페셔널 모터사이클 경주인이자 모토GP 세계 챔피언이다.

## 성적
모토GP에서 7회 우승해서, 현역 선수로는 가장 많이 우승했다. 마르크 마르케스가 6회 우승으로 뒤쫓고 있다. 2021년 기준으로 모토GP에서는 로시와 마르케스의 대결이 주요 관심사다.